# Grasausläuten

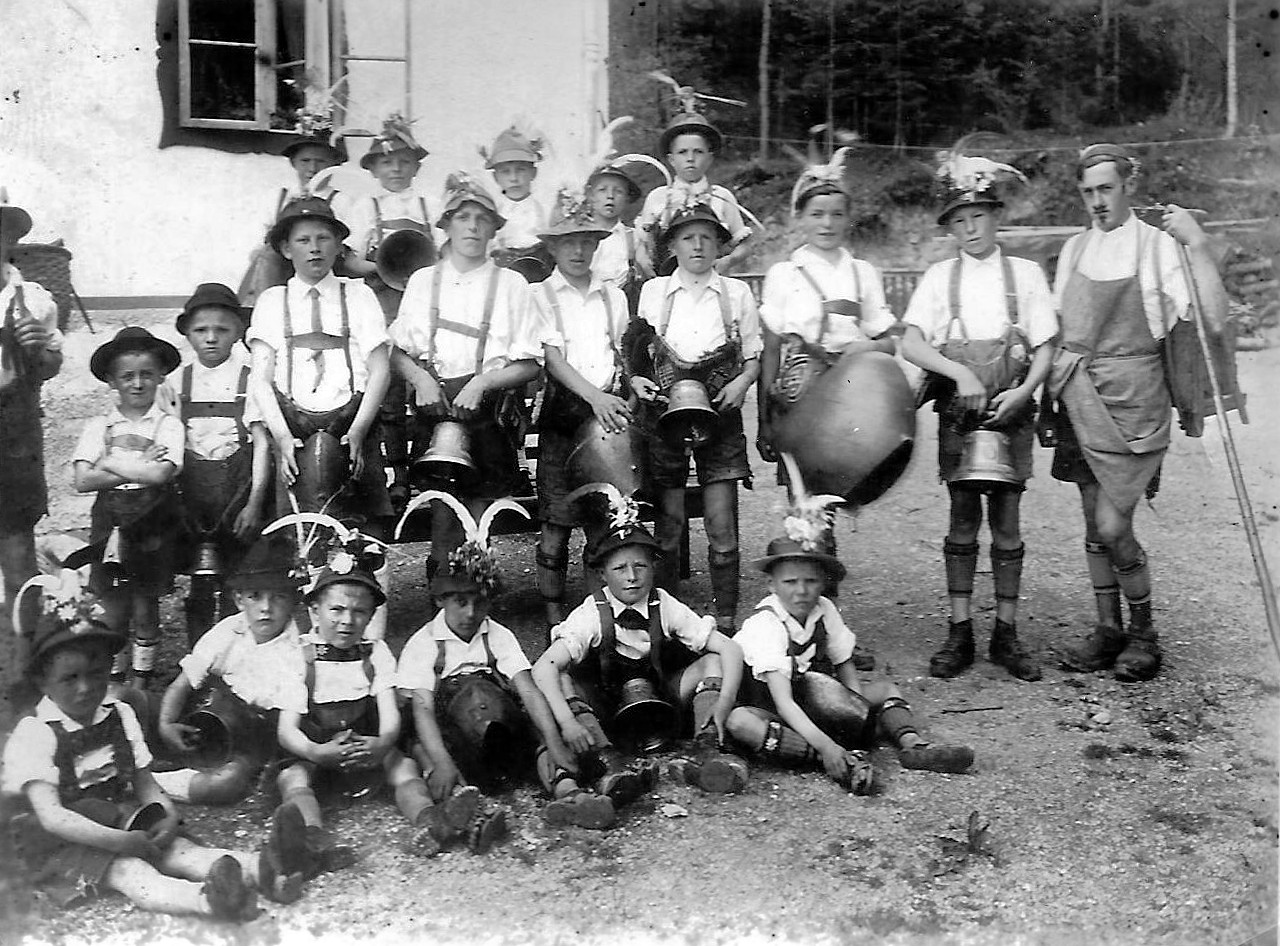
Grasausläuterumzug in Terfens in den 1930er Jahren

Als Grasausläuten werden als Brauchtum betriebene Lärmumzüge mit Glocken, Schellen und Peitschenknallen in der Zeit des Viehauftriebs und Weidebeginns rund um den Georgstag (23. April) in Tirol genannt. Grasausläuten, bei welchem Kinder im Frühjahr in Lärmumzügen mit Glocken und Schellen symbolisch den Winter austreiben, ist als Brauchtum bis heute im Zentralraum Tirol bekannt.
Im Karwendel in Tirol rund um Schwaz wird das Grasauläuten noch gepflegt. In Schwaz selbst rücken Mitglieder der Schützen als Grasausläuter aus. Marie Andree-Eysn berichtete 1910, die Grasausläuter hätten früher Masken getragen, später bemalten sie sich das Gesicht mit Ruß. Laut ihr erhielten Grasausläuter früher Schnaps von Passanten, woraufhin Behörden das Grasausläuten verboten. In gemäßigter Form wurde es dann wieder erlaubt.